# Municipio de Milton (condado de Jackson)
El municipio de Milton (en inglés: Milton Township) es un municipio ubicado en el condado de Jackson en el estado estadounidense de Ohio. En el año 2010 tenía una población de 1028 habitantes y una densidad poblacional de 10,05 personas por km².

## Geografía
El municipio de Milton se encuentra ubicado en las coordenadas 39°4′11″N 82°30′31″O / 39.06972, -82.50861. Según la Oficina del Censo de los Estados Unidos, el municipio tiene una superficie total de 102.31 km², de la cual 101.99 km² corresponden a tierra firme y (0.31%) 0.32 km² es agua.

## Demografía
Según el censo de 2010, había 1028 personas residiendo en el municipio de Milton. La densidad de población era de 10,05 hab./km². De los 1028 habitantes, el municipio de Milton estaba compuesto por el 96.79% blancos, el 0.1% eran afroamericanos, el 0.58% eran amerindios, el 0.1% eran asiáticos, el 0.39% eran isleños del Pacífico, el 0.19% eran de otras razas y el 1.85% pertenecían a dos o más razas. Del total de la población el 1.17% eran hispanos o latinos de cualquier raza.